# Орбітокласт
Орбітокласт (англ. orbit — «очниця» і грец. κλάω — «розбиваю») — хірургічний інструмент, що використовувався для проведення трансорбітальної лоботомії. Орбітокласт був винайдений доктором Волтером Фріменом в 1948 р для заміни лейкотома, що раніше застосовувався для даної операції. Фрімена не влаштовувала міцність конструкції лейкотома: після того, як доктор удосконалив операцію із лоботомії, додавши глибокий фронтальний розріз, що виконувався шляхом введення лейкотома глибоко в лобову частку мозку, інструмент не витримав навантаження і зламався прямо в черепній коробці пацієнта. З цієї причини для однієї з наступних операцій Фрімен використовував довгий і тонкий ніж для колоття льоду зі своєї кухні, а потім сконструював медичний інструмент за його зразком.
На відміну від ножа для колоття льоду, орбітокласт був виконаний з хірургічної сталі. З одного боку він мав загострений кінець, призначений для розбивання кістки очниці і розрізання лобових часток мозку, з іншого — ручку, призначену для маніпуляції інструментом, а також для завдання по ній ударів молотком. На загостреній частині орбітокласта були нанесені поділки для вимірювання глибини введення інструмента в черепну коробку пацієнта.
Операція по трансорбітальній лоботомии з використанням орбітокласта проводилася в такий спосіб: орбітокласт вводився в очну ямку над оком, і лікар за допомогою ударів молотка по ручці інструмента розбивав тонку кістку очниці і вводив орбітокласт у лобову частину мозку. Потім інструмент рухався в горизонтальному і вертикальному напрямку, розсікаючи зв'язку між лобовими частками і таламусом.